# Sztárban sztár (tizedik évad)
A Sztárban sztár című zenés show-műsor jubileumi, tizedik évada 2024. szeptember 7-én vette kezdetét a TV2-n.
2024. március 31-én Fischer Gábor, a TV2 Csoport programigazgató a SorozatWikinek bejelentette, hogy 2024 őszén képernyőre kerül a műsor következő évada. A közelgő évadban az All Stars alcímet viseli.
A műsorvezető változatlanul Till Attila volt, aki ezt a pozíciót kilencedik alkalommal látta el. A zsűriben Papp Szabolcs, Kökény Attila, Tóth Andi és Marics Peti már nem volt benne,  egyedül Lékai-Kiss Ramóna maradt az előző évadból, melléje érkezett Liptai Claudia, Hajós András és Stohl András.

## Versenyzők
Az évad versenyzőit 2024. augusztus 27-én egy sajtótájékoztató keretein belül jelentették be. Újítás ezúttal, hogy 12 versenyző helyett 24 versenyző szerepel az élő műsorokban.
| - Emilio - Hevesi Tamás - Kiss Ernő Zsolt - Molnár Tibor Attila - Oláh Gergő - Pál Dénes - Peter Šrámek - Puskás-Dallos Péter - Vastag Tamás - Sipos Tamás - Szabó Ádám - Zámbó Krisztián | - Cserpes Laura - Gubik Petra - Keresztes Ildikó - Király Linda - Oláh Ibolya - Opitz Barbi - Orsovai Renáta - Puskás-Dallos Boglárka - Sári Éva - Tolvai Renáta - Tóth Gabi - Völgyesi Gabriella |

## Összesített eredmények
| – Az előadó továbbjutott                                                                                         |
| – A legtöbb szavazattal rendelkező előadó                                                                        |
| – A négy/három legkevesebb szavazattal rendelkező előadó, akiknek a sorsáról a közönség villámszavazáson döntött |
| – A versenyző nem vett részt az adásban                                                                          |
| – Az előadó vesztett párbajban, de a nézők továbbjutatták                                                        |
| – Az előadó vesztett párbajban és kiesett                                                                        |
| – Az előadó kiesett                                                                                              |

| #   | Előző helyezés | Előadó                 | 1. adás (szeptember 7.) | 2. adás (szeptember 8.) | 3. adás (szeptember 14.) | 4. adás (szeptember 15.) | 5. adás (szeptember 21.) | 6. adás (szeptember 28.) | 7. adás (október 5.)  | 8. adás (október 12.) | 9. adás (október 19.)   |                      |
| --- | -------------- | ---------------------- | ----------------------- | ----------------------- | ------------------------ | ------------------------ | ------------------------ | ------------------------ | --------------------- | --------------------- | ----------------------- | -------------------- |
| 1.  | 2.             | Peter Šrámek           | Továbbjutott            |                         | Továbbjutott             |                          | Továbbjutott             | Továbbjutott             | Továbbjutott          | Továbbjutott          | 1. helyezett a döntőben |                      |
| 2.  | 1.             | Gubik Petra            | Továbbjutott            |                         | Továbbjutott             |                          | Továbbjutott             | Továbbjutott             | Továbbjutott          | Továbbjutott          | 2. helyezett a döntőben |                      |
| 3.  | 7.             | Oláh Gergő             |                         | Továbbjutott            |                          | Továbbjutott             | Továbbjutott             | Továbbjutott             | Továbbjutott          | Továbbjutott          | 3. helyezett a döntőben |                      |
| 4.  | 9.             | Puskás-Dallos Péter    |                         | Továbbjutott            |                          | Továbbjutott             | Utolsó négy              | Továbbjutott             | Továbbjutott          | Utolsó három          | 4. helyezett a döntőben |                      |
| 5   | 3.             | Tóth Gabi              | Továbbjutott            |                         | Továbbjutott             |                          | Utolsó négy              | Továbbjutott             | Utolsó négy           | Utolsó három          | Kiesett a 8. adásban    | Kiesett a 8. adásban |
| 5   | 3.             | Oláh Ibolya            | Továbbjutott            |                         | Továbbjutott             |                          | Továbbjutott             | Utolsó négy              | Utolsó négy           | Utolsó három          | Kiesett a 8. adásban    | Kiesett a 8. adásban |
| 7.  | 6.             | Sipos Tamás            |                         | Továbbjutott            |                          | Továbbjutott             | Továbbjutott             | Utolsó négy              | Utolsó négy           | Kiesett a 7. adásban  | Kiesett a 7. adásban    |                      |
| 7.  | 1.             | Szabó Ádám             | Továbbjutott            |                         | Továbbjutott             |                          | Továbbjutott             | Továbbjutott             | Utolsó négy           | Kiesett a 7.. adásban | Kiesett a 7.. adásban   |                      |
| 9.  | 5.             | Vastag Tamás           |                         | Továbbjutott            |                          | Továbbjutott             | Továbbjutott             | Utolsó négy              | Kiesett a 6. adásban  | Kiesett a 6. adásban  | Kiesett a 6. adásban    |                      |
| 9.  | 1.             | Pál Dénes              |                         | Továbbjutott            |                          | Továbbjutott             | Továbbjutott             | Utolsó négy              | Kiesett a 6. adásban  | Kiesett a 6. adásban  | Kiesett a 6. adásban    |                      |
| 11. | 4.             | Tolvai Renáta          |                         | Továbbjutott            |                          | Továbbjutott             | Utolsó négy              | Kiesett az 5. adásban    | Kiesett az 5. adásban | Kiesett az 5. adásban | Kiesett az 5. adásban   |                      |
| 11. | 7.             | Zámbó Krisztián        | Továbbjutott            |                         | Továbbjutott             |                          | Utolsó négy              | Kiesett az 5. adásban    | Kiesett az 5. adásban | Kiesett az 5. adásban | Kiesett az 5. adásban   |                      |
| 13. | 10.            | Orsovai Renáta         |                         | Továbbjutott            |                          |                          | Kiesett a 4. adásban     | Kiesett a 4. adásban     | Kiesett a 4. adásban  | Kiesett a 4. adásban  | Kiesett a 4. adásban    |                      |
| 13. | 9.             | Emilio                 |                         | Továbbjutott            |                          |                          | Kiesett a 4. adásban     | Kiesett a 4. adásban     | Kiesett a 4. adásban  | Kiesett a 4. adásban  | Kiesett a 4. adásban    |                      |
| 13. | 10.            | Király Linda           | Továbbjutott            |                         |                          |                          | Kiesett a 3. adásban     | Kiesett a 3. adásban     | Kiesett a 3. adásban  | Kiesett a 3. adásban  | Kiesett a 3. adásban    |                      |
| 13. | 2.             | Hevesi Tamás           | Továbbjutott            |                         |                          |                          | Kiesett a 3. adásban     | Kiesett a 3. adásban     | Kiesett a 3. adásban  | Kiesett a 3. adásban  | Kiesett a 3. adásban    |                      |
| 17. | 8.             | Puskás-Dallos Boglárka |                         |                         | Kiesett a 2. adásban     | Kiesett a 2. adásban     | Kiesett a 2. adásban     | Kiesett a 2. adásban     | Kiesett a 2. adásban  | Kiesett a 2. adásban  | Kiesett a 2. adásban    |                      |
| 17. | 2.             | Sári Éva               |                         |                         | Kiesett a 2. adásban     | Kiesett a 2. adásban     | Kiesett a 2. adásban     | Kiesett a 2. adásban     | Kiesett a 2. adásban  | Kiesett a 2. adásban  | Kiesett a 2. adásban    |                      |
| 17. | 10.            | Cserpes Laura          |                         |                         | Kiesett a 2. adásban     | Kiesett a 2. adásban     | Kiesett a 2. adásban     | Kiesett a 2. adásban     | Kiesett a 2. adásban  | Kiesett a 2. adásban  | Kiesett a 2. adásban    |                      |
| 17. | 3.             | Völgyesi Gabriella     |                         |                         | Kiesett a 2. adásban     | Kiesett a 2. adásban     | Kiesett a 2. adásban     | Kiesett a 2. adásban     | Kiesett a 2. adásban  | Kiesett a 2. adásban  | Kiesett a 2. adásban    |                      |
| 17. | 5.             | Molnár Tibor Attila    |                         |                         | Kiesett az 1. adásban    | Kiesett az 1. adásban    | Kiesett az 1. adásban    | Kiesett az 1. adásban    | Kiesett az 1. adásban | Kiesett az 1. adásban | Kiesett az 1. adásban   |                      |
| 17. | 7.             | Opitz Barbi            |                         |                         | Kiesett az 1. adásban    | Kiesett az 1. adásban    | Kiesett az 1. adásban    | Kiesett az 1. adásban    | Kiesett az 1. adásban | Kiesett az 1. adásban | Kiesett az 1. adásban   |                      |
| 17. | 6.             | Keresztes Ildikó       |                         |                         | Kiesett az 1. adásban    | Kiesett az 1. adásban    | Kiesett az 1. adásban    | Kiesett az 1. adásban    | Kiesett az 1. adásban | Kiesett az 1. adásban | Kiesett az 1. adásban   |                      |
| 17. | 7.             | Kiss Ernő Zsolt        |                         |                         | Kiesett az 1. adásban    | Kiesett az 1. adásban    | Kiesett az 1. adásban    | Kiesett az 1. adásban    | Kiesett az 1. adásban | Kiesett az 1. adásban | Kiesett az 1. adásban   |                      |

## Adások

### 1. adás (szeptember 7.) és 2. adás (szeptember 8.)
Az első két adásban a versenyzők egy versenytársukkal alkotott párbajban léptek színpadra. A zsűri nem pontozott, csak szóban értékelt. A vesztes versenyzőt a zsűri megmenthette (összesen négyet), ha nem akkor azonnal kiesett. A veszélyzónás versenyzők közül a nézők két versenyzőt mentettek meg.
- Közös produkció: Call Me (Blondie) / Ain't No Mountain High Enough (Cascada)

| #             | Előadó              | Dal                                | Eredeti előadó                        | Eredmény      |               |               |               |               |               |               |
| Szeptember 7. | Szeptember 7.       | Szeptember 7.                      | Szeptember 7.                         | Szeptember 7. | Szeptember 7. | Szeptember 7. | Szeptember 7. | Szeptember 7. | Szeptember 7. | Szeptember 7. |
| ------------- | ------------------- | ---------------------------------- | ------------------------------------- | ------------- | ------------- | ------------- | ------------- | ------------- | ------------- | ------------- |
| 1             | Tóth Gabi           | Left Outside Alone                 | Anastacia                             | Továbbjutott  |               |               |               |               |               |               |
| 2             | Molnár Tibor Attila | A távollét                         | Szécsi Pál                            | Kiesett       |               |               |               |               |               |               |
| 3             | Kiss Ernő Zsolt     | Paloma Blanca                      | George Baker (George Baker Selection) | Kiesett       |               |               |               |               |               |               |
| 4             | Peter Šrámek        | Átkozott nyár                      | Tóth Gabi                             | Továbbjutott  |               |               |               |               |               |               |
| 5             | Király Linda        | Húzzad csak, kivilágos virradatig! | Oszvald Marika                        | Továbbjutott  |               |               |               |               |               |               |
| 6             | Hevesi Tamás        | Hazám, hazám                       | Simándy József                        | Továbbjutott  |               |               |               |               |               |               |
| 7             | Zámbó Krisztián     | Lady N                             | Korda György                          | Továbbjutott  |               |               |               |               |               |               |
| 8             | Opitz Barbi         | Úgy szeretném meghálálni           | Kovács Kati                           | Kiesett       |               |               |               |               |               |               |
| 9             | Gubik Petra         | Man! I Feel Like A Woman!          | Shania Twain                          | Továbbjutott  |               |               |               |               |               |               |
| 10            | Oláh Ibolya         | Próbálj meg lazítani               | Hofi Géza                             | Továbbjutott  |               |               |               |               |               |               |
| 11            | Keresztes Ildikó    | Pedro                              | Raffaella Carrà                       | Kiesett       |               |               |               |               |               |               |
| 12            | Szabó Ádám          | Lose Control                       | Teddy Swims                           | Továbbjutott  |               |               |               |               |               |               |
| Szeptember 8. |                     |                                    |                                       |               |               |               |               |               |               |               |
| 1             | Puskás-Dallos Bogi  | Sparkling Diamonds                 | Nicole Kidman                         | Kiesett       |               |               |               |               |               |               |
| 2             | Orsovai Renáta      | Valerie                            | Amy Winehouse                         | Továbbjutott  |               |               |               |               |               |               |
| 3             | Pál Dénes           | The Sound of Silence               | David Draiman (Disturbed)             | Továbbjutott  |               |               |               |               |               |               |
| 4             | Sári Évi            | Sweet Child o’ Mine                | Axl Rose (Guns N’ Roses)              | Kiesett       |               |               |               |               |               |               |
| 5             | Völgyesi Gabriella  | Milord                             | Édith Piaf                            | Kiesett       |               |               |               |               |               |               |
| 6             | Sipos Tamás         | Ne szeress engem!                  | Deák Bill Gyula                       | Továbbjutott  |               |               |               |               |               |               |
| 7             | Cserpes Laura       | Én leszek                          | Cserháti Zsuzsa                       | Kiesett       |               |               |               |               |               |               |
| 8             | Vastag Tamás        | It’s Not Unusual                   | Tom Jones                             | Továbbjutott  |               |               |               |               |               |               |
| 9             | Oláh Gergő          | Nel blu dipinto di blu             | Nicolás Reyes (Gipsy Kings)           | Továbbjutott  |               |               |               |               |               |               |
| 10            | Tolvai Renáta       | Caruso                             | Lara Fabian                           | Továbbjutott  |               |               |               |               |               |               |
| 11            | Puskás-Dallos Peti  | Baby                               | Oláh Ibolya                           | Továbbjutott  |               |               |               |               |               |               |
| 12            | Emilio              | Ha lemegy a Nap                    | Tunyogi Orsi                          | Továbbjutott  |               |               |               |               |               |               |

### 3. adás (szeptember 14.) és 4. adás (szeptember 15.)
A harmadik és a negyedik adásban a versenyzők négyes csoportban alkotott párbajban lépnek színpadra. A csoport első két helyezettje automatikusan továbbjut, az utolsó kettőnek újra színpadra kell állnia.
| #              | Előadó             | Dal                             | Eredeti előadó                 | Pontozás       | Pontozás       | Pontozás       | Pontozás          | Pontozás       | Eredmény       |                |
| #              | Előadó             | Dal                             | Eredeti előadó                 | Hajós András   | Liptai Claudia | Stohl András   | Lékai-Kiss Ramóna | Összesen       | Eredmény       |                |
| Szeptember 14. | Szeptember 14.     | Szeptember 14.                  | Szeptember 14.                 | Szeptember 14. | Szeptember 14. | Szeptember 14. | Szeptember 14.    | Szeptember 14. | Szeptember 14. | Szeptember 14. |
| -------------- | ------------------ | ------------------------------- | ------------------------------ | -------------- | -------------- | -------------- | ----------------- | -------------- | -------------- | -------------- |
| 1              | Hevesi Tamás       | Blue Suede Shoes                | Elvis Presley                  | 7              | 9              | 8              | 8                 | 32             | Kiesett        |                |
| 9              | Hevesi Tamás       | You’re My Heart, You’re My Soul | Thomas Anders (Modern Talking) | 9              | 9              | 8              | 9                 | 35             | Kiesett        |                |
| 2              | Oláh Ibolya        | Summer of ’69                   | Bryan Adams                    | 8              | 9              | 9              | 9                 | 35             | Továbbjutott   |                |
| 10             | Oláh Ibolya        | What’s Up?                      | Linda Perry (4 Non Blondes)    | 9              | 10             | 10             | 10                | 39             | Továbbjutott   |                |
| 3              | Tóth Gabi          | Aranka szeretlek                | Kozma Attila (Open Stage)      | 9              | 10             | 9              | 9                 | 37             | Továbbjutott   |                |
| 4              | Szabó Ádám         | Maradj velem                    | Balázs Fecó (Korál)            | 10             | 9              | 10             | 9                 | 38             | Továbbjutott   |                |
| 5              | Király Linda       | Set Fire to the Rain            | Adele                          | 8              | 9              | 8              | 8                 | 33             | Kiesett        |                |
| 11             | Király Linda       | Jolene                          | Dolly Parton                   | 10             | 10             | 9              | 10                | 39             | Kiesett        |                |
| 6              | Zámbó Krisztián    | Never Gonna Give You Up         | Rick Astley                    | 7              | 8              | 9              | 8                 | 32             | Továbbjutott   |                |
| 12             | Zámbó Krisztián    | Csak egy vallomás               | Zámbó Jimmy                    | 9              | 9              | 9              | 10                | 37             | Továbbjutott   |                |
| 7              | Gubik Petra        | Piece of My Heart               | Janis Joplin                   | 10             | 10             | 10             | 9                 | 39             | Továbbjutott   |                |
| 8              | Peter Šrámek       | Requiem                         | Takáts Tamás (Karthago)        | 7              | 8              | 8              | 8                 | 31             | Továbbjutott   |                |
| Szeptember 15. |                    |                                 |                                |                |                |                |                   |                |                |                |
| 1              | Emilio             | Thunderstruck                   | Brian Johnson (AC/DC)          | 8              | 8              | 8              | 8                 | 32             | Kiesett        |                |
| 10             | Emilio             | Dance Monkey                    | Tones and I                    | 9              | 10             | 10             | 9                 | 38             | Kiesett        |                |
| 2              | Tolvai Renáta      | Demons                          | Doja Cat                       | 10             | 9              | 10             | 9                 | 38             | Továbbjutott   |                |
| 9              | Tolvai Renáta      | What Was I Made For?            | Billie Eilish                  | 10             | 8              | 9              | 10                | 37             | Továbbjutott   |                |
| 3              | Vastag Tamás       | Búcsúzik az ezüst nyár          | Karda Beáta                    | 8              | 8              | 7              | 8                 | 31             | Továbbjutott   |                |
| 4              | Sipos Tamás        | Rock Me Amadeus                 | Falco                          | 10             | 10             | 10             | 10                | 40             | Továbbjutott   |                |
| 5              | Pál Dénes          | Strawberry                      | Desh                           | 7              | 9              | 9              | 8                 | 33             | Továbbjutott   |                |
| 6              | Orsovai Renáta     | Nika se perimeno                | Delhusa Gjon                   | 7              | 8              | 8              | 7                 | 30             | Kiesett        |                |
| 11             | Orsovai Renáta     | Háborgó mélység                 | Opitz Barbi                    | 10             | 8              | 9              | 9                 | 36             | Kiesett        |                |
| 7              | Oláh Gergő         | Ha én gazdag lennék             | Bessenyei Ferenc               | 9              | 10             | 10             | 10                | 39             | Továbbjutott   |                |
| 8              | Puskás-Dallos Peti | Informer                        | Snow                           | 9              | 10             | 10             | 10                | 39             | Továbbjutott   |                |
| 12             | Puskás-Dallos Peti | Over the Rainbow                | Judy Garland                   | 10             | 10             | 10             | 10                | 40             | Továbbjutott   |                |

### 5. adás (szeptember 21.)
| #  | Előadó             | Dal                                         | Eredeti előadó              | Pontozás     | Pontozás       | Pontozás     | Pontozás          | Pontozás | Eredmény     |
| #  | Előadó             | Dal                                         | Eredeti előadó              | Hajós András | Liptai Claudia | Stohl András | Lékai-Kiss Ramóna | Összesen | Eredmény     |
| -- | ------------------ | ------------------------------------------- | --------------------------- | ------------ | -------------- | ------------ | ----------------- | -------- | ------------ |
| 1  | Pál Dénes          | Szállj velem!                               | Bereczki Zoltán             | 9            | 10             | 8            | 9                 | 36       | Továbbjutott |
| 2  | Puskás-Dallos Peti | Kiss                                        | Prince                      | 9            | 10             | 9            | 10                | 38       | Utolsó négy  |
| 3  | Tolvai Renáta      | Diamonds                                    | Rihanna                     | 8            | 9              | 9            | 8                 | 34       | Kiesett      |
| 4  | Szabó Ádám         | Beautiful Things                            | Benson Boone                | 10           | 10             | 10           | 10                | 40       | Továbbjutott |
| 5  | Zámbó Krisztián    | Kislány kezeket fel!                        | Szandi                      | 7            | 8              | 7            | 7                 | 29       | Kiesett      |
| 6  | Tóth Gabi          | Euphoria / Is It Love / Tattoo              | Loreen                      | 8            | 9              | 8            | 8                 | 33       | Utolsó négy  |
| 7  | Oláh Gergő         | Vén Európa                                  | Varga Miklós                | 10           | 10             | 10           | 10                | 40       | Továbbjutott |
| 8  | Vastag Tamás       | Your Song                                   | Elton John                  | 9            | 10             | 9            | 10                | 38       | Továbbjutott |
| 9  | Oláh Ibolya        | Fading Like a Flower (Every Time You Leave) | Marie Fredriksson (Roxette) | 8            | 9              | 8            | 9                 | 34       | Továbbjutott |
| 10 | Peter Šrámek       | Hero                                        | Enrique Iglesias            | 10           | 10             | 9            | 9                 | 38       | Továbbjutott |
| 11 | Sipos Tamás        | Ördög Nórika                                | Pető Brúnó                  | 10           | 9              | 9            | 10                | 38       | Továbbjutott |
| 12 | Gubik Petra        | My Heart Will Go On                         | Céline Dion                 | 10           | 10             | 10           | 10                | 40       | Továbbjutott |

### 6. adás (szeptember 28.)
| #  | Előadó             | Dal                            | Eredeti előadó        | Pontozás     | Pontozás       | Pontozás          | Pontozás     | Pontozás | Eredmény     |
| #  | Előadó             | Dal                            | Eredeti előadó        | Hajós András | Liptai Claudia | Lékai-Kiss Ramóna | Stohl András | Összesen | Eredmény     |
| -- | ------------------ | ------------------------------ | --------------------- | ------------ | -------------- | ----------------- | ------------ | -------- | ------------ |
| 1  | Oláh Gergő         | Yeah 3x                        | Chris Brown           | 10           | 10             | 10                | 10           | 40       | Továbbjutott |
| 2  | Vastag Tamás       | Kislány a zongoránál           | Koós János            | 10           | 9              | 9                 | 10           | 38       | Kiesett      |
| 3  | Puskás-Dallos Peti | Fényév távolság                | Kaszás Attila         | 10           | 10             | 10                | 10           | 40       | Továbbjutott |
| 4  | Pál Dénes          | Táncolj még!                   | Szűcs Judith          | 9            | 9              | 9                 | 10           | 37       | Kiesett      |
| 5  | Szabó Ádám         | Viszlát nyár                   | Siklósi Örs (AWS)     | 10           | 10             | 10                | 10           | 40       | Továbbjutott |
| 6  | Tóth Gabi          | Félteni kell                   | Zalatnay Sarolta      | 10           | 10             | 10                | 9            | 39       | Továbbjutott |
| 7  | Peter Šrámek       | Flowers                        | Miley Cyrus           | 9            | 10             | 10                | 10           | 39       | Továbbjutott |
| 8  | Oláh Ibolya        | Énmellettem elaludni nem lehet | Psota Irén            | 9            | 9              | 9                 | 9            | 36       | Utolsó négy  |
| 9  | Gubik Petra        | Úristen                        | Marics Péter (VALMAR) | 10           | 10             | 10                | 10           | 40       | Továbbjutott |
| 10 | Sipos Tamás        | Apám hitte                     | Sztevanovity Zorán    | 10           | 9              | 9                 | 9            | 37       | Utolsó négy  |

### 7. adás (október 5.)
A hetedik adásban a versenyzők egy egyéni produkcióval és egy versenytársaikkal közös produkcióval léptek színpadra. A zsűri pontjait a versenyzők egyenként is megkapták.
| #                | Előadó              | Dal                     | Eredeti előadó     | Eredeti előadó     | Pontozás     | Pontozás       | Pontozás     | Pontozás          | Pontozás | Eredmény     |
| #                | Előadó              | Dal                     | Eredeti előadó     | Eredeti előadó     | Hajós András | Liptai Claudia | Stohl András | Lékai-Kiss Ramóna | Összesen | Eredmény     |
| ---------------- | ------------------- | ----------------------- | ------------------ | ------------------ | ------------ | -------------- | ------------ | ----------------- | -------- | ------------ |
| 1                | Tóth Gabi           | Objection (tango)       | Shakira            | Shakira            | 9            | 8              | 8            | 8                 | 33       | Utolsó négy  |
| 2                | Gubik Petra         | Lost on You             | LP                 | LP                 | 10           | 10             | 10           | 10                | 40       | Továbbjutott |
| 3                | Peter Šrámek        | Heal the World          | Michael Jackson    | Michael Jackson    | 9            | 9              | 9            | 8                 | 35       | Továbbjutott |
| 4                | Szabó Ádám          | Rózsát tűztem a hajamba | Bangó Margit       | Bangó Margit       | 10           | 8              | 10           | 9                 | 37       | Kiesett      |
| 5                | Oláh Gergő          | Megmondtam              | T. Danny           | T. Danny           | 10           | 10             | 10           | 10                | 40       | Továbbjutott |
| 6                | Sipos Tamás         | Giant                   | Rag’n’Bone Man     | Rag’n’Bone Man     | 10           | 9              | 10           | 10                | 39       | Kiesett      |
| 7                | Oláh Ibolya         | Mahna Mahna             | Elio               | Elio               | 10           | 9              | 9            | 9                 | 37       | Utolsó négy  |
| 8                | Puskás-Dallos Péter | Hung Up                 | Madonna            | Madonna            | 10           | 10             | 10           | 10                | 40       | Továbbjutott |
| Közös produkciók |                     |                         |                    |                    |              |                |              |                   |          |              |
| 9                | Oláh Gergő          | Dschinghis Khan         | Louis Potgieter    | (Dschinghis Khan)  | 10           | 10             | 10           | 10                | 40       |              |
| 9                | Sipos Tamás         | Dschinghis Khan         | Mándoki László     | (Dschinghis Khan)  | 10           | 10             | 10           | 10                | 40       |              |
| 9                | Oláh Ibolya         | Dschinghis Khan         | Késmárky Marika    | (Dschinghis Khan)  | 10           | 10             | 10           | 10                | 40       |              |
| 9                | Puskás-Dallos Péter | Dschinghis Khan         | Henriette Strobel  | (Dschinghis Khan)  | 10           | 10             | 10           | 10                | 40       |              |
| 10               | Tóth Gabi           | Lady Marmalade          | Christina Aguilera | Christina Aguilera | 10           | 10             | 10           | 10                | 40       |              |
| 10               | Gubik Petra         | Lady Marmalade          | Mýa                | Mýa                | 10           | 10             | 10           | 10                | 40       |              |
| 10               | Peter Šrámek        | Lady Marmalade          | Pink               | Pink               | 10           | 10             | 10           | 10                | 40       |              |
| 10               | Szabó Ádám          | Lady Marmalade          | Lil' Kim           | Lil' Kim           | 10           | 10             | 10           | 10                | 40       |              |

### 8. adás – elődöntő (október 12.)
Az elődöntőben a versenyzők egy egyéni produkcióval és egy versenytársukkal alkotott duettel léptek színpadra. A duettek során a zsűri pontjait a két énekes egyenként is megkapta. A korábbi adásoktól eltérően a veszélyzónába három versenyző került és közülük egy versenyző jutott a döntőbe.
| #                | Előadó              | Dal                         | Eredeti előadó        | Eredeti előadó        | Pontozás     | Pontozás       | Pontozás     | Pontozás          | Pontozás | Eredmény     |
| #                | Előadó              | Dal                         | Eredeti előadó        | Eredeti előadó        | Hajós András | Liptai Claudia | Stohl András | Lékai-Kiss Ramóna | Összesen | Eredmény     |
| ---------------- | ------------------- | --------------------------- | --------------------- | --------------------- | ------------ | -------------- | ------------ | ----------------- | -------- | ------------ |
| 1                | Oláh Ibolya         | Holding Out for a Hero      | Bonnie Tyler          | Bonnie Tyler          | 9            | 8              | 8            | 9                 | 34       | Kiesett      |
| 2                | Puskás-Dallos Péter | Éjfél                       | Malek Andrea          | Malek Andrea          | 9            | 10             | 9            | 10                | 38       | Utolsó három |
| 3                | Peter Šrámek        | Strong Enough               | Cher                  | Cher                  | 9            | 9              | 9            | 10                | 37       | Továbbjutott |
| 4                | Tóth Gabi           | Introvertált dal            | Azahriah              | Azahriah              | 10           | 10             | 10           | 10                | 40       | Kiesett      |
| 5                | Oláh Gergő          | Stayin' Alive               | Barry Gibb (Bee Gees) | Barry Gibb (Bee Gees) | 10           | 10             | 10           | 10                | 40       | Továbbjutott |
| 6                | Gubik Petra         | Kinek mondjam el vétkeimet? | Bayer Friderika       | Bayer Friderika       | 10           | 10             | 10           | 10                | 40       | Továbbjutott |
| Duett produkciók |                     |                             |                       |                       |              |                |              |                   |          |              |
| 7                | Oláh Ibolya         | Stumblin in                 | Suzi Quatro           | Suzi Quatro           | 9            | 10             | 10           | 10                | 39       |              |
| 7                | Peter Šrámek        | Stumblin in                 | Chris Norman          | Chris Norman          | 9            | 10             | 10           | 10                | 39       |              |
| 8                | Tóth Gabi           | Die with a Smile            | Lady Gaga             | Lady Gaga             | 10           | 10             | 10           | 10                | 40       |              |
| 8                | Puskás-Dallos Péter | Die with a Smile            | Bruno Mars            | Bruno Mars            | 10           | 10             | 10           | 10                | 40       |              |
| 9                | Gubik Petra         | Será porque te amo          | Angela Brambati       | (Ricchi e Poveri)     | 10           | 10             | 10           | 10                | 40       |              |
| 9                | Oláh Gergő          | Será porque te amo          | Angelo Sotgiu         | (Ricchi e Poveri)     | 10           | 10             | 10           | 10                | 40       |              |

- Extra produkció: Ágoston Filip, Bárány Aurél, Dulin Metta, Papp Olivér, Takách Kata, Tuvic Aleksandra, Szanyi Vanda – Csak a szoki

### 9. adás – döntő (október 19.)
A döntőben a versenyzők egy egyéni produkcióval és egy vendégelőadóval alkotott duettel léptek színpadra. A zsűri nem pontozott, csak szóban mondott véleményt a produkciókról, kizárólag a nézői szavazatok döntöttek a versenyzők sorsáról. Az első kör lezárása után a negyedik és a harmadik helyezettet hirdették ki, majd az első eredményhirdetés után lenullázták a szavazatokat és a második körben leadott szavazatok döntöttek a győztes személyéről.
- Közös produkció: I Don't Wanna Wait (David Guetta & OneRepublic)

| # | Előadó              | Dal                                             | Eredeti előadó               | Eredmény     |
| - | ------------------- | ----------------------------------------------- | ---------------------------- | ------------ |
| 1 | Oláh Gergő          | Ne nézz vissza rám (duett Radics Gigivel)       | Emilio                       | 3. helyezett |
| 8 | Oláh Gergő          | Hogyan tudnék élni nélküled?                    | Demjén Ferenc                | 3. helyezett |
| 2 | Peter Šrámek        | You Raise Me Up                                 | Josh Groban                  | 1. helyezett |
| 5 | Peter Šrámek        | Nézz rám istenem (duett Kasza Tibivel)          | Szinetár Dóra                | 1. helyezett |
| 3 | Gubik Petra         | Szeretni, akit nem lehet (duett Rúzsa Magdival) | Marsalkó Dávid (Halott Pénz) | 2. helyezett |
| 6 | Gubik Petra         | Magányos csónak                                 | Tompos Kátya                 | 2. helyezett |
| 4 | Puskás-Dallos Péter | Szállj fel magasra                              | Révész Sándor (Piramis)      | 4. helyezett |
| 7 | Puskás-Dallos Péter | Füttyös (duett Curtissel)                       | Majka                        | 4. helyezett |

Extra produkció
| # | Előadók         | Dal                                                                         | Eredeti előadók    | Eredeti előadók  |
| - | --------------- | --------------------------------------------------------------------------- | ------------------ | ---------------- |
| 1 | Oláh Ibolya     | Dance With the Saragossa Band (Big Bamboo) / Agadoo / Rasta Man / Aiko Aiko | Evert van der Wal  | (Saragossa Band) |
| 1 | Tóth Gabi       | Dance With the Saragossa Band (Big Bamboo) / Agadoo / Rasta Man / Aiko Aiko | Andy Bielan        | (Saragossa Band) |
| 1 | Tolvai Reni     | Dance With the Saragossa Band (Big Bamboo) / Agadoo / Rasta Man / Aiko Aiko | Esther Gebhard     | (Saragossa Band) |
| 1 | Vastag Tamás    | Dance With the Saragossa Band (Big Bamboo) / Agadoo / Rasta Man / Aiko Aiko | Harry Karrer       | (Saragossa Band) |
| 2 | Pál Dénes       | Con te partirò                                                              | Sébastien Izambard | (Il Divo)        |
| 2 | Szabó Ádám      | Con te partirò                                                              | David Miller       | (Il Divo)        |
| 2 | Sipos Tamás     | Con te partirò                                                              | Urs Bühler         | (Il Divo)        |
| 2 | Zámbó Krisztián | Con te partirò                                                              | Carlos Marín       | (Il Divo)        |

A nézői szavazatok alapján a tizedik évad győztese Peter Šrámek lett, így övé lett az „elmúlt tíz évad legsokoldalúbb előadóművésze” cím.

## Nézettség
A +4-es adatok a teljes lakosságra, a 18–59-es adatok a célközönségre vonatkoznak. A táblázat csak a TV2 által főműsoridőben sugárzott adások adatait mutatja.
| Epizód  | Vetítés              | Teljes lakosság (+4) | Teljes lakosság (+4) | Teljes lakosság (+4) | Célközönség (18–59) | Célközönség (18–59) | Célközönség (18–59) | Forrás |
| Epizód  | Vetítés              | AMR (fő)             | SHR (%)              | Heti helyezés        | AMR (fő)            | SHR (%)             | Heti helyezés       | Forrás |
| ------- | -------------------- | -------------------- | -------------------- | -------------------- | ------------------- | ------------------- | ------------------- | ------ |
| 1. adás | 2024. szeptember 7.  | 597 174              | 18,9                 | 5.                   | 227 925             | 14,4                | 9.                  | [ 5 ]  |
| 2. adás | 2024. szeptember 8.  | 737 783              | 21,7                 | 2.                   | 301 288             | 16,9                | 5.                  | [ 5 ]  |
| 3. adás | 2024. szeptember 14. | 750 968              | 20,6                 | 4.                   | 305 385             | 16,2                | 7.                  | [ 6 ]  |
| 4. adás | 2024. szeptember 15. | 822 129              | 21,7                 | 1.                   | 370 206             | 18,4                | 2.                  | [ 6 ]  |
| 5. adás | 2024. szeptember 21. | 811 790              | 23,7                 | 2.                   | 293 072             | 17,2                | 5.                  | [ 7 ]  |
| 6. adás | 2024. szeptember 28. | 837 384              | 23,1                 | 3.                   | 300 062             | 16,5                | 6.                  | [ 8 ]  |
| 7. adás | 2024. október 5.     | 781 511              | 21,2                 | 4.                   | 290 568             | 15,7                | 6.                  | [ 9 ]  |
| 8. adás | 2024. október 12.    | 826 591              | 23,0                 | 2.                   | 290 467             | 16,1                | 7                   | [ 10 ] |
| 9. adás | 2024. október 19.    | 991 942              | 26,4                 | 1.                   | 369 832             | 19,8                | 3.                  | [ 11 ] |